# Asgeir Dølplads
Asgeir Dølplads (* 26. August 1932 in Rena; † 26. September 2023 ebenda) war ein norwegischer Skispringer.
Am 1. Januar 1953 wurde der gelernte Friseur aus Rena in Garmisch-Partenkirchen der erste Sieger eines Springens der Vierschanzentournee. Mit 78,5 und 81 Metern gewann Dølplads vor dem Österreicher Josef Bradl und dem Deutschen Toni Brutscher. Bei den beiden weiteren Springen in Oberstdorf und Innsbruck sprang Dølplads auf den dritten und auf den zweiten Platz und lag vor dem abschließenden Springen in der Tourneewertung nur einen halben Punkt hinter dem führenden Sepp Bradl. Mit einem siebten Platz in Bischofshofen vergab Dølplads jedoch seine Siegchance und rutschte in der Gesamtwertung der Vierschanzentournee 1953 sogar noch hinter seinen Landsmann Halvor Næs auf Platz drei.
Sein Enkel ist der Freestyle-Skifahrer Thomas Dølplads.
Am 26. September 2023 starb Dølplads im Alter von 91 Jahren.